# 權宜主義謬誤
權宜主義謬誤（英語：fallacy of expediency）是一種非形式謬誤，係基於某方案目的很重要而無視方案的一切缺陷。較白話的詮釋是：「應該做，就不要管完不完美」
與權宜主義謬誤相對的是完美主義謬誤。兩者之間甚至可以並存，例如：「有做總比沒做好，再吵就干脆啥都不做」以及「死刑不可避免會冤獄錯殺，而且死刑對謀殺並無更強的嚇阻效果，所以即使多數民意反對廢除死刑，政府也應該盡速廢除死刑」

## 示例

### 例一
偷竊是錯的，不能不處罰，我主張偷竊者唯一死刑！

## 說明
權宜主義謬誤是基於非黑即白論證的預設所形成，它預設了只能在「採用目前方案」和「不做」之中二選其一，而忽略了其他更好方案的可能性。

## 外部連結
- （英文）The Expediency Fallacy（页面存档备份，存于）